# Emons Spedition
Die Emons Holding GmbH & Co. KG ist die Konzernobergesellschaft der Emons-Gruppe, einem international tätigen Unternehmen der Transport- und Logistik-Branche mit über 100 Standorten weltweit. Der faktische Hauptsitz befindet sich in Köln, der Sitz der Verwaltungs-GmbH ist in Luxemburg. Alle Anteile befinden sich im Besitz der Familie Emons.

## Unternehmensgeschichte
Das Unternehmen wurde 1928 mit der Anschaffung des ersten Lkw gegründet. 1948 entstand die erste Speditionsanlage in Köln und 1949 wurde erstmals eine Niederlassung in Nürnberg eröffnet. 1952 erfolgte die Gründung der Emons Spedition GmbH. 1953 entwickelten sich Niederlassungen in Stuttgart, München und Freiburg. 1955 wurde die Emons Transporte GmbH gegründet. In den Jahren 1958, 1960 und 1965 entstanden weitere Niederlassungen in Bayreuth, Villingen, Ratingen und Darmstadt. Im Jahr 1969 erfolgte die Gründung der Emons Impex Italiana S.p.A. in Mailand, damit die internationale Ausrichtung des Unternehmens, sowie die Einführung der Transportform kombinierter Verkehr.

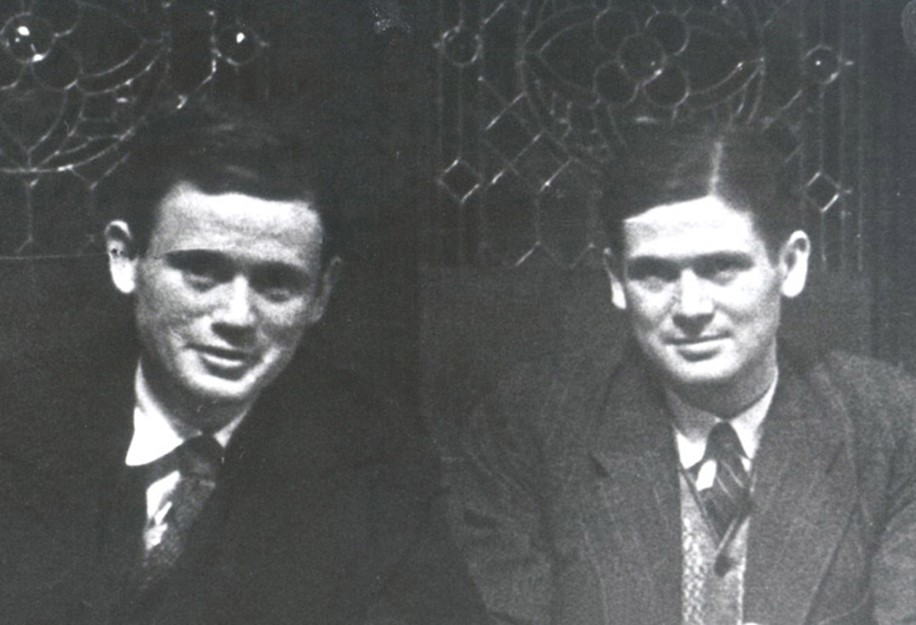
Die Unternehmensgründer Willi Emons und Peter Emons

1970 entstand die Emons-Impex-Speditions-GmbH mit Sitz in Köln. 1981 eröffnete eine Zweigstelle in Verona, Italien. 1984 wurde der Grundstein für die Emons Transporte AG in Luzern in der Schweiz gelegt. Es folgten Erweiterungen der schweizerischen Gesellschaft um Niederlassungen in St. Margrethen 1987 und Basel im Jahr 1993. Dem Anspruch an eine EDV-Vernetzung der Geschäftsstellen per Standleitungen wurde in dem Jahr ebenfalls nachgekommen. 1989 erfolgte mit der Gründung der Emons Impex GmbH, Hamburg, der Einstieg in die Seehafenspedition. 1990 startete die Erweiterung der Speditions-Unternehmung in den östlichen Bundesländern. Niederlassungen in Chemnitz, Dresden, Erfurt, Magdeburg, Neubrandenburg, Leipzig und Berlin wurden nach und nach in Betrieb genommen. Im Jahr 1990 lag auch der Gründungszeitpunkt der Emons Logistik GmbH mit Sitz in Köln. 1992 entstand die DFÜ-Verbindung mit dem ersten Kunden. Zwei Jahre später wurde das flächendeckende Emons-Netzwerk in Deutschland ausgebaut.
1995 und 1996 folgten der Aufbau des Netzwerkes Europa und der Polenverkehre sowie der Ausbau des Netzwerkes Europa in Richtung Osten. Ebenso erfolgte 1996 die Ausweitung des Beschaffungs-Logistikkonzepts auf das gesamte Bundesgebiet. 1997 wurde das erste Outsourcing-Projekt in Chemnitz realisiert und damit die Logistik-Aktivitäten gestartet. 1998 erfolgte der Einstieg in das Paket-Geschäft, der Aufbau des Konzeptes One-Stop-Shopping und Einführung der Marke „Roter Punkt“, 24-Stunden-Service. 1999 folgte die Einführung des Produktes „10 Uhr Express“.
2001 wurden die Sendungserfassung für Kunden im Internet sowie der Neubau der Niederlassung in Dresden realisiert. In den Jahren 2002 bis 2003 wurden die Emons East Osteuropaverkehre mit Anlaufpunkten in Minsk, Kiew, Moskau, St. Petersburg und dem Baltikum installiert. 2003 rief Emons das Produkt „12 Uhr Express“ ins Leben wie auch mit Minsk in Belarus die erste Emons-Niederlassung in Osteuropa.

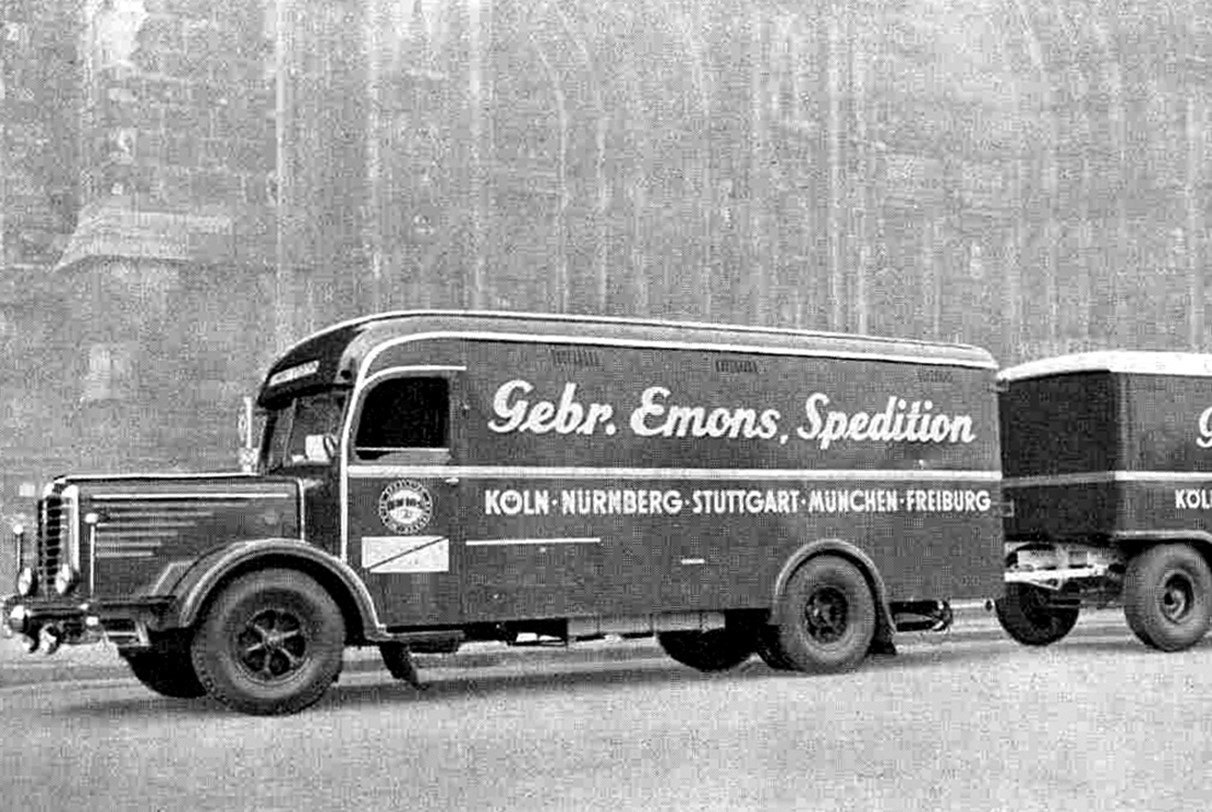
Lkw der Gebr. Emons Spedition vor dem Kölner Dom

2004 wurde der Neubau der Niederlassung Leipzig fertiggestellt. Es erfolgte die Einführung der Produkte „8 Uhr Express“ und „Fixpunkt“. Ebenso wurden die Gesellschaften Emons Multitransport in Hamburg und St. Petersburg sowie die Emons Ukraine GmbH in Kiew gegründet. Im Jahre 2005 nahm neben dem Neubau am Standort Köln das weitere Wachstum des Unternehmens mit Niederlassungen in Moskau, Zgorzelec und Smolensk Gestalt an. Zeitgleich wurde die Emons Spedice in Tschechien konstituiert und der „Emons Europa Express“ eingeführt.
2006 erfolgten erstmals in der Unternehmensgeschichte mit der Kochtransport GmbH in Villingen und der ABX LOGISTICS (Dtld.) GmbH in Karlsruhe Unternehmensübernahmen. Mit der Beteiligung an der S.E.I. Spedition GmbH wurden die Luftfracht-Aktivitäten intensiviert. Im gleichen Jahr ging die Gründung der Emons Spedition in Vilnius vonstatten. Mit dem Ausbau der Lagerlogistikfläche 2007 wurden die Kapazitäten auf über 50.000 m² erweitert. Im selben Jahr wurde die Gesellschaft Emons Rail Cargo gegründet. Im Folgejahr nahm die S. C. Emons Spedition in Rumänien ihren Betrieb auf. Im Jahre 2009 wuchs das Unternehmen durch weitere Beteiligungen in Bulgarien und Deutschland.
2010 fanden durch Neugründung und Übernahme Emons-Speditionsniederlassungen in Świdnica, Brünn, Bremen und Schwerin ihren Ursprung. 2011 folgte die Übernahme der STG Logistik GmbH, Saarbrücken. Ebenfalls 2011 eröffnete Emons ein Grenzbüro in Frankfurt an der Oder. 2012 entstand aus der Verschmelzung zweier Gesellschaften die Emons Air & Sea GmbH. Es folgten die Übernahme der Mittelrhein Spedition Urmitz/Koblenz und die Aktivierung der Gesellschaften in der Türkei und in China.

Die Unternehmenszentrale der Emons Spedition GmbH & Co. KG in Köln

Das Jahr 2013 wurde geprägt von den Gründungen der Emons-Gesellschaften in Polen, Kempten sowie in Hradec Králové, Ostrava, Olomouc und Brest. 2014 kam die Gründung der Gesellschaft in Kasachstan, sowie die Beteiligung an der Cargo International GmbH in Villingen hinzu. 2015 wurden die Emons Niederlassungen in Vilnius, Litauen, und Georgien gegründet. Weiter wurde eine Unternehmensbeteiligung in Dänemark sowie an der ProLok GmbH in Dresden unterzeichnet.
2016 erfolgten die Übernahmen der Lahmer Logistik GmbH in Saterland/Friesland und der Spedition Biehle GmbH & Co. KG in Herbertshofen bei Augsburg. Damit wurde die Anzahl der eigenen Standorte im deutschen Stückgut-Netzwerk auf 24 ausgeweitet. 2017 wurde das tschechische Netzwerk um den Standort Prag erweitert und die Emons-Container-Services GmbH gegründet. Diese betreibt die Container-Terminals in Dresden und Schkeuditz/Leipzig; seit 2019 auch Glauchau/Chemnitz.
Im Rahmen der Strategie „Go Global“ erfolgte 2018 die mehrheitliche Übernahme der Global Fairways LLC (firmiert seit 2021 unter Emons Air & Sea LLC.) mit vier Standorten in den USA (New York, Detroit, Chicago und Los Angeles) und der Al Ras Freight L.L.C. in den Vereinigten Arabischen Emiraten sowie 2020 die Gründung des Joint Ventures Founder & Emons Ltd. in Taipeh/Taiwan. Ebenfalls im Jahr 2020 wurde mit Bratislava die erste Niederlassung in der Slowakei eröffnet und das Unternehmen Cologne Customs & Consulting GmbH ins Leben gerufen.
2021 wurden in Gengenbach und Thurnau erstmals eigene Lagerlogistik-Standorte errichtet. 2022 kam ein zweiter slowakischer Standort in der Stadt Martin hinzu. Die neu gegründete Emons Portugal Lda. ging mit zwei Niederlassungen in Porto und Lissabon an den Start. Im November 2022 beteiligte sich Emons an drei Unternehmen in Taiwan und China: 1. Founder Air & Sea Cargo Co., Ltd. 2. Wanda International Logistics Co., Ltd. und 3. Founder Global Logistics (Shanghai) Limited.
Mit dem Unternehmensbereich Emons Digital wurden im Jahr 2022 zwei neue Geschäftsmodelle, Custify (Ermitteln und Verwalten von Zolltarifnummern) sowie Clariso (vereinfachte Schadenbearbeitung), entwickelt und in eigene Gesellschaften überführt. Anfang 2023 wurde die Emons Services GmbH für organisatorische Abteilungen, die für mehrere Gesellschaften übergreifend tätig sind, gegründet. Im Juni 2023 wurde die Emons Spedition GmbH auf die Emons Spedition GmbH & Co. KG verschmolzen.
Anfang 2024 erfolgte die Übernahme der Medg Logistics AG in Ruggell im Fürstentum Liechtenstein und die Unternehmensbereiche Emons Battery und Why not Logistics wurden aktiv. Emons ist zudem Gründungsmitglied von e.punkt, einem Netzwerk rund um das Recycling von Lithium-Ionen-Batterien – von der Verpackung bis zur schwarzen Masse. Emons übernimmt dabei die Verpackung und den Transport der Abfall-Batterien. Why not Logistics kümmert sich um die globale Auszubildendensuche Karrieren in der Logistik.
Im Januar 2025 erfolgte die Beteiligung an den Gefahrstoffspezialisten LDB Logistik GmbH und LDB Transport GmbH.

## Gesellschaften und Beteiligungen
Die Emons Spedition ist an mehr als 120 Standorten in 15 Ländern vertreten. Die Holding vereint eigene Gesellschaften wie Firmenbeteiligungen im In- und Ausland unter einem Dach.

### National
- Emons Spedition GmbH & Co. KG, Köln
- Emons Services GmbH, Köln
- Emons Transporte GmbH, Köln,
- Emons Air & Sea GmbH, Köln
- Emons Logistik GmbH, Köln
- Emons-Rail-Cargo GmbH, Köln
- Emons Bahntransporte GmbH, Dresden
- Emons Allgäu GmbH, Köln
- Cargo International GmbH, Villingen-Schwenningen
- ProLok GmbH, Straupitz
- Emons-Container-Services GmbH, Köln
- Simple Logistik, Ludwigsburg
- Cologne Customs & Consulting GmbH; Köln
- Clariso GmbH, Köln

### International
- Emons Italia S.p.A., Italien
- Emons Schweiz AG, Schweiz
- Emons Polska Sp. z o. o., Polen
- Emons Česká republika s.r.o., Tschechien
- S.C. Emons Spedition S.R.L., Rumänien
- Emons Uluslararasi Transport ve Ticaret Ltd. Sti., Türkei
- MW LOGISTICA OOD, Bulgarien
- Team Freight A/S, Dänemark[3]
- Emons Air & Sea Ltd., China
- Emons Air & Sea LLC, USA
- Founder & Emons Ltd., Taiwan
- Emons Slovakia s.r.o., Slowakei
- Founder Air & Sea Cargo Co., Taiwan
- Wanda International Logistics Co., Taiwan
- Founder Global Logistics Limited, China
- Medeg Logistics AG, Fürstentum Liechtenstein
- LDB Logistik GmbH
- LDB Transport GmbH